# 克諾斯萊站
克諾斯萊站（英語：Croxley tube station）是倫敦地鐵的一個車站，位於赫特福德郡的三河區。克諾斯萊站是大都會線沃特福德支線的車站，最初的名稱是克諾斯萊綠地站（Croxley Green），在1949年改為現名。